# Menhir de la Vierge
Le menhir de la Vierge est un menhir situé sur l'île d'Hœdic, dans le Morbihan en France.

## Localisation
Le mégalithe est situé au lieu-dit Champ-du-Menhir, à 36 m à l'est du dolmen de la Croix.

## Historique
Le menhir est classé, avec le dolmen de la Croix voisin, au titre des monuments historiques par arrêté du12 juin 1926.

## Description
Le menhir a été érigé sur un point haut de l'île, surélevé par un tertre artificiel, légèrement décalé au sud-ouest du tertre. Il mesure 4,10 m de hauteur et 2,30 m dans sa plus grande largeur. Il avait été christianisé par l'adjonction d'une croix à son sommet, et le creusement d'une niche dans sa partie supérieure pour recevoir une statuette de la Vierge. Il est probable que la destruction de la croix soit due à la foudre et que la partie droite du sommet a été entaillée à cette occasion. Les rigoles d'érosion partant du sommet indiquent que le menhir est demeuré en position verticale depuis son érection. L'érosion au pied du menhir met en évidence des blocs de calage.